# Białogóra (gmina)
Białogóra – dawna gmina wiejska w powiecie gródeckim województwa lwowskiego II Rzeczypospolitej. Siedzibą gminy była Białogóra.
Gminę utworzono 1 sierpnia 1934 r. w ramach reformy na podstawie ustawy scaleniowej z dotychczasowych gmin wiejskich z siedzibami we wsiach: Białogóra, Burgthal, Cuniów, Dobrostany, Drozdowice, Haliczany, Hartfeld (od 1939 Turczyn), Kamienobród, Leśniowice, Rzeczyczany, Wola Dobrostańska, Zatoka i Zuszyce.
Pod okupacją niemiecką w Polsce (GG) gminę zniesiono, włączając ją do nowo utworzonych gmin Dobrostany i Bratkowice.
Po II wojnie światowej obszar gminy znalazł się w ZSRR.